# Sara Takatsuki
Sara Takatsuki (高月 彩良?; Prefettura di Kanagawa, 10 agosto 1997) è un'attrice, modella e cantante giapponese.

## Filmografia

### Cinema
- Yoru no Kuchibue (2009)
- Joker Game (2012)
- GOGO♂ Ikemen 5 (2013)
- Danshi kōkōsei no nichijō  (2013)
- Haganai - I Have Few Friends Boku ha Tomodachi ga Sukunai) (2014)[1]
- Quando c'era Marnie (Omoide no Marnie ) (2014)[2]

### Televisione
- Shōkōjo Seira (2009)
- Otomen (serie televisiva) (2009)
- GTO (2012)
- Jigoku sensei Nūbē (2014)

## Teatro
- Shinsetsu tennichibousoudou (2011)
- BASARA (2012)
- Hiroshima ni Genbaku wo Otosuhi (2013)
- BASARA2 (2014)

## NOTE
1. ↑   映画.com, 実写版「僕は友達が少ない」高月彩良の幸村＆神定まおの理科姿お披露目！, su eiga.com, 26 settembre 2013. URL consultato il 31 dicembre 2013.
2. ↑   映画.com, 「思い出のマーニー」はジブリ初のWヒロイン！高月彩良＆有村架純、アニメ初声優, su eiga.com, 16 aprile 2014. URL consultato il 23 aprile 2014.